# IN SILENCE
「IN SILENCE」（イン・サイレンス）はLUNA SEAの8枚目のシングル。1996年7月15日発売。

## 解説
・ 5thアルバム『STYLE』からのリカットナンバーである。本作がシングルカットされることになったのは、タイアップ（バンド初のタイアップ）が決定したのがきっかけであるという。1996年末にはバンドの1年間の活動休止が発表され、活動休止前最後の作品となった。
・ MVに少年の頃のRYUICHIという役どころで子役時代のウエンツ瑛士が出演している。手に持っていたカラスの死体は本物で、「泣きそうなほど怖かった」と後にテレビ番組で語っていた。

## 収録曲
全作詞･作曲･編曲：LUNA SEA
1. IN SILENCE
SUGIZO原曲。5thアルバム『STYLE』からのリカット。
米国CBSドラマ『シカゴ・ホープ』第1シーズン日本語版（テレビ朝日系列にて放送）テーマソングに起用され、LUNA SEA初のタイアップ作品となった。
コーラスには新居昭乃が参加している。
2. Ray
SUGIZO原曲。
『STYLE』未収録曲。同アルバムのアウトテイクとなった約15曲の中から、今回のカップリングとしてこれが一番ふさわしいとして採用されたという。

## 収録アルバム
- IN SILENCE
  - STYLE
  - SINGLES
  - PERIOD 〜THE BEST SELECTION〜
  - LUNA SEA COMPLETE BEST
  - LUNA SEA COMPLETE BEST -ASIA LIMITED EDITION-
  - LUNA SEA 25th Anniversary Ultimate Best -THE ONE-
- Ray
  - SINGLES
  - SLOW
  - LUNA SEA COMPLETE BEST -ASIA LIMITED EDITION-